# Uganda nos Jogos Olímpicos de Verão de 2004
Uganda competiu nos Jogos Olímpicos de Verão de 2004, em Atenas, na Grécia. Esta foi a décima segunda aparição do país nos Jogos Olímpicos, exceto nos Jogos Olímpicos de Verão de 1976 em Montreal, por causa do boicote africano. O Comitê Olímpico de Uganda enviou um total de onze atletas para os Jogos, nove homens e duas mulheres, para competir em quatro esportes diferentes. Metade desses atletas tinham participado no boxe, incluindo Joseph Lubega, que mais tarde tornou-se porta-bandeira do país na cerimônia de abertura. Houve apenas um único competidor na natação e halterofilismo.
Uganda deixou Atenas sem uma única medalha olímpica, a última vez que venceu foi nos Jogos Olímpicos de Verão de 1972 em Munique, onde o falecido John Akii-Bua ganhou o ouro nos 400 m com barreiras dos homens. O melhor resultado do país veio com um quarto lugar da Boniface Kiprop em 10.000 metros masculino.